# D'Alembertův operátor
V matematice a fyzice je d'Alembertův operátor, nebo d'Alembertián diferenciální operátor nazvaný podle Jeana le Rond d'Alembert. Jedná se o speciální případ Laplaceova operátoru pro čtyřrozměrný Minkowského prostor s metrikou diag(-1,1,1,1). Značí se značkou {\displaystyle \square }. Využívá se ve speciální teorii relativity, v elektromagnetismu a v relativistické formulaci kvantové teorie (viz Kleinova–Gordonova rovnice).
D'Alembertův operátor v kartézských souřadnicích je roven
{\displaystyle \square f={\frac {\partial ^{2}f}{\partial (x_{1})^{2}}}+{\frac {\partial ^{2}f}{\partial (x_{2})^{2}}}+{\frac {\partial ^{2}f}{\partial (x_{3})^{2}}}-{\frac {\partial ^{2}f}{\partial (x_{0})^{2}}},}
nebo speciálně za použití souřadnic (ct,x,y,z)
{\displaystyle \square f=\eta ^{\mu \nu }\partial _{\mu }\partial _{\nu }f={\frac {\partial ^{2}f}{\partial x^{2}}}+{\frac {\partial ^{2}f}{\partial y^{2}}}+{\frac {\partial ^{2}f}{\partial z^{2}}}-{\frac {1}{c^{2}}}{\frac {\partial ^{2}f}{\partial {t}^{2}}}.}
V látkovém prostředí se někdy používá definice
{\displaystyle \square f=\Delta f-\mu \varepsilon {\frac {\partial ^{2}f}{\partial {t}^{2}}}=\Delta f-{\frac {N^{2}}{c^{2}}}{\frac {\partial ^{2}f}{\partial {t}^{2}}},}
kde {\displaystyle \mu ,\varepsilon } jsou permeabilita a permitivita daného materiálu a N je jeho index lomu.